# Horst Dippel
 Horst Dippel (* 30. April 1942 in Düren) ist ein deutscher Historiker und Hochschullehrer.

## Leben
Dippel studierte Mittlere und Neuere Geschichte, Politische Wissenschaft und Philosophie an der Universität zu Köln. Der Schwerpunkt lag auf der anglo-amerikanischen Geschichte. Danach war er Mitarbeiter beim Max-Planck-Institut für Geschichte in Göttingen. 1970 wurde er in Köln bei Erich Angermann promoviert. 1980 habilitierte er sich an der Universität Hamburg. 1980 übernahm er eine Vertretungsprofessur an der Freien Universität Berlin. 1981 wechselte er an das Historische Seminar der Universität Hamburg, wo er zunächst als Privatdozent und bis 1992 als Professor tätig war. Von 1981 bis 1986 erhielt er ein Heisenberg-Stipendium der Deutschen Forschungsgemeinschaft. Daneben hatte er von 1983 bis 1992 einen Lehrauftrag an der Universität Göttingen sowie von 1990 bis 1992 einen Lehrauftrag an der Universität Leipzig. Ab 1992 lehrte er an der Universität Kassel als Professor für British and American Studies. Dort war er 1997/1998 und von 2000 bis 2002 Dekan des Fachbereichs Anglistik/Romanistik. Von 2003 bis 2009 hatte er den Lehrstuhl für Geschichte Nordamerikas und Großbritanniens im Fachbereich Gesellschaftswissenschaften inne. Seine Geschichte der USA erschien 2015 in der zehnten Auflage. Er ist Mitglied der Vereinigung für Verfassungsgeschichte.
Neben geschichtlichen Themen veröffentlichte er Bücher über Wein, darunter mit Fabian Lange und Cornelius Lange Das Weinlexikon von Frank Schoonmaker.

## Schriften (Auswahl)
Monographien
- Americana Germanica 1770–1800. Poeschel, Stuttgart 1976, ISBN 3-476-00314-0.
- Individuum und Gesellschaft. Soziales Denken zwischen Tradition und Revolution. Vandenhoeck & Ruprecht, Göttingen 1981, ISBN 3-525-35384-7.
- Die amerikanische Verfassung in Deutschland im 19. Jahrhundert. Keip, Frankfurt am Main 1991, ISBN 3-8051-0230-5.
- Geschichte der USA. Beck, München 1996, ISBN 3-406-41051-0; 10., überarb. und aktual. Auflage, Beck, München 2015, ISBN 978-3-406-60166-8.

Herausgeberschaften
- Die Anfänge des Konstitutionalismus in Deutschland. Keip, Frankfurt am Main 1991, ISBN 3-8051-0507-X.
- Zuwanderung: Bedrohung oder Bereicherung? Lit, Münster/Hamburg 1995, ISBN 3-8258-2368-7.
- Executive and legislative powers in the Constitutions of 1848–49 (= Schriften zur Verfassungsgeschichte. Band 58). Duncker & Humblot, Berlin 1999, ISBN 3-428-09839-0.
- Das Alte Land von A bis Z. Lexikon einer Elbmarsch (= Publikationen der Kulturstiftung Altes Land. Bd. 6), Husum Verlag, Husum 2018, ISBN 978-3-89876-919-8.
- Neubearb.: Frank Schoonmaker: Das Wein-Lexikon. Die Weine der Welt. S. Fischer, Frankfurt am Main 1986, ISBN 3-596-24501-X.